# 35391 Uzan
35391 Uzan è un asteroide della fascia principale. Scoperto nel 1997, presenta un'orbita caratterizzata da un semiasse maggiore pari a 2,4311092 au e da un'eccentricità di 0,1490173, inclinata di 3,77226° rispetto all'eclittica.